# Blooming Voices
『Blooming Voices』（ブルーミング・ヴォイシズ）は、声優・ゆかなのオリジナル・フルアルバム。2008年10月29日にスターチャイルドより発売された。

## 概要
- 自身（個人名義）の作品としては、オリジナルアルバム『yu ka na』以来およそ10年ぶりの作品[1][2]。ゆかな自身、歌手としては10年ほどインディーズであったため、本作はメジャーレーベルへの復帰作、歌手活動再開の作品となる。

- 収録されている12曲のうち、11曲の作詞・作曲を本人が手掛けた。また、同じレーベルに所属するangelaのKATSUがサウンドプロデューサーを務めている。

- かつて旧芸名であり、本名でもある野上ゆかな名義で他社からリリースされていた楽曲からも新録音で再収録されている。

- 元々、自分の中にあったイメージしていたものを形にしようと考え、曲の執筆やデモ制作などを行ってはいたが、最初はメジャーレーベルから発表するつもりは特になかったという（本人曰く「考えてなかった」）[2][3]。そうした中、縁のあった大月俊倫から話が来て、悩んだ末にスターチャイルド（キングレコード）から発売することとなった[1]。

- 初回製造分のみクリアケース仕様。

## 収録曲
| #         | タイトル                           | 作詞      | 作曲             | 編曲       | 時間  |
| --------- | ---------------------------------- | --------- | ---------------- | ---------- | ----- |
| 1.        | 「命逢う地球」                     | yukana    | yukana           | KATSU      | 3:02  |
| 2.        | 「ほほえみをあげたい」             | 田辺智沙  | 小西真理         | 友奏       | 4:31  |
| 3.        | 「やさしさがしっとりと降るなかで」 | yukana    | 田辺智沙         | 友奏+KATSU | 6:11  |
| 4.        | 「清流伝説」                       | yukana    | yukana           | 友奏+KATSU | 4:39  |
| 5.        | 「命咲く」                         | yukana    | yukana           | KATSU      | 4:23  |
| 6.        | 「傘になる」                       | yukana    | yukana           | KATSU      | 4:38  |
| 7.        | 「REASON」                         | yukana    | 藤原いくろう     | 友奏+KATSU | 5:19  |
| 8.        | 「dearie」                         | yukana    | yukana           | 友奏       | 5:24  |
| 9.        | 「なんとなく永遠」                 | yukana    | yukana           | KATSU      | 3:35  |
| 10.       | 「そばにいてあげる」               | yukana    | yukana           | KATSU      | 3:26  |
| 11.       | 「WE CAN SHARE」                   | yukana    | yukana           | 友奏+KATSU | 4:51  |
| 12.       | 「そよかぜのウタ」                 | yukana    | yukana・千代正行 | KATSU      | 4:37  |
| 合計時間: | 合計時間:                          | 合計時間: | 合計時間:        | 合計時間:  | 54:36 |

## 演奏参加
- All Songs & Produced by ゆかな
- Acoustic Guitar：Masayuki Chiyo
- Piano：Shinji Ebihara
- Electric Bass：Michio Nagaoka
- Wood Bass：Shigeru Watanabe
- Percussion：Yuuki Sugawara
- Violin & viola：Yoko Takahashi
- Violin：Naoko Ishibashi
- Instrument Programming：Kensuke Hasunuma